# Václava Jandečková
Václava Jandečková (* 28. ledna 1974 Klatovy) je spisovatelka, publicistka a soukromá badatelka. Podrobně se zabývá zejména provokační akcí StB, známou jako Akce Kámen, namířenou proti občanům, kteří se po únoru 1948 pokusili o přechod státní hranice na západ. Podala rovněž podnět k novému vyšetření některých okolností nevyjasněného úmrtí Jana Masaryka.

## Život
Je vnučkou vedoucího úředníka Kdyňských přádelen Oty Tulačky, který po únoru 1948 a nástupu komunistů k moci zorganizoval významnou převaděčskou síť. V roce 1949 byl zatčen, odsouzen na doživotí a amnestován až roku 1964. Jeho potomci obdrželi osvědčení Účastníka 3. odboje, udělené Ministrem obrany ČR. Pradědeček Václavy Jandečkové Ing. František Kohl, který byl ředitelem Kdyňských přádelen, koncem války ukryl dva americké vojáky, kteří se ocitli v Kdyni a po válce obdržel písemné poděkování vrchního velitele armády Dwighta D. Eisenhowera, z pověření prezidenta USA. Její rodiče mají středoškolské vzdělání a byli zaměstnáni ve Kdyni. Václava Jandečková má bratra Otakara (* 1970) a sestru Brigitu (* 1976).
Absolvovala Gymnázium Jindřicha Šimona Baara v Domažlicích a nástavbové studium cestovního ruchu v Praze, rovněž ukončené maturitou. Poté vystudovala obory Mezinárodní obchod a Komerční jazyky na Fakultě mezinárodních vztahů Vysoké školy ekonomické v Praze. Během studia na VŠE absolvovala roční kurz na Právnické fakultě UK pro soudní tlumočníky a byla zapsána do seznamu soudních tlumočníků pro jazyk německý. Rok souběžně studovala na provozně-ekonomické fakultě na Zemědělské univerzitě v Praze Suchdole. Věnovala se závodně lehké atletice a dalším sportům a osm let studovala hru na klavír.
Zabývá se výzkumem a dokumentací zločinů komunismu jako soukromá badatelka. Je členkou Českého centra Mezinárodního PEN klubu. Za svoji třetí knihu Kauza Jan Masaryk (nový pohled). Doznání k vraždě a tajný přešetřovací proces StB z let 1950–1951 (2015) obdržela Mezinárodní zvláštní cenu Egona Erwina Kische.
Působila jako soudní tlumočnice a překladatelka. Byla jednatelkou a projektovou manažerkou vlastní firmy Deutsch-Tschechische Unternehmensbegleitung s.r.o., zaměřené na podporu zahraničních podnikatelů vstupujících na český trh. Je členkou Komise pro partnerské regiony a evropské záležitosti Rady Plzeňského kraje, Školské rady Gymnázia Jindřicha Šimona Baara v Domažlicích a členkou dozorčí rady Domažlické nemocnice.
Roku 2018 založila spolek Společnost pro výzkum zločinů komunismu a stala se jeho místopředsedkyní. V roce 2018 se Společnost pro výzkum zločinů komunismu zasadila o instalaci dvou naučných tabulí, které připomínají akci Kámen na Všerubsku. Na podzim 2019 svým v pořadí třetím podnětem iniciovala nové vyšetřování smrti Jana Masaryka.

## Politická angažovanost
V komunálních volbách v roce 2018 kandidovala jako nestraník za ODS do Zastupitelstva města Kdyně, ale neuspěla. Ve volbách do Evropského parlamentu v květnu 2019 kandidovala jako nestraník na 25. místě kandidátky ODS, ale nebyla zvolena.

## Dílo
Rodinná historie byla pro Václavu Jandečkovou podnětem, aby se jako soukromá badatelka začala zajímat o zločiny komunismu a témata, která historikové nedostatečně zpracovali nebo opustili. Její první kniha Kámen. Svědectví hlavního aktéra akce "Falešné hranice" u Všerub na Domažlicku (2013) popisuje nezákonné provokační akce Státní bezpečnosti po únoru 1948, kterými byli potenciální emigranti pouze vylákáni do blízkosti hranic a bylo jim sděleno, že jsou již v americkém sektoru na německé straně. Byli podrobně vyslechnuti ve falešné úřadovně CIC českými spolupracovníky StB a poté zatčeni a uvězněni. Kniha je literaturou faktu, která se čte jako detektivka. Mohla by posloužit jako důkaz pro stíhání pachatelů této nezákonné akce StB. Autorka zúročila svůj výzkum v práci naplněné mnohdy zcela novými údaji a množstvím archivních fotografií. Rozplétá složité předivo vztahů a událostí spojených s akcí Kámen, identifikuje některé agenty StB. Kniha je v tomto ohledu považována za průlomovou, neboť využívá a kombinuje pestrou paletu pramenů, a to jak úřední, tak neúřední povahy. Způsob verifikace informací, nekompromisní hledání odpovědí, které si musely vyžádat nesmírné úsilí a znamenaly značné časové náklady, ji vynesly mimo obvyklý badatelský orbit a přinesly nečekané plody v podobě zcela unikátních dokumentů. Jandečková shromáždila dosud nejrozsáhlejší materiál a k tématu přistoupila s dokonalou znalostí prostředí, konkrétního terénu, místních pamětníků, osobních vazeb a lokálních dobových reálií. Při svém bádání objevila zcela unikátní pramen – rukopis obsáhlé zprávy Stanislava Lišky, jednoho z aktérů a pozdějšího emigranta, který ležel od roku 1959 nepovšimnut v Liškově pozůstalosti v Kanadě.
Kniha Tři muži proti totalitě. Odbojář Ota Tulačka, pilot RAF Josef Hýbler a americký diplomat Walter Birge v boji s StB (2014), je pro Václavu Jandečkovou silné osobní téma, protože Ota Tulačka byl její dědeček. Skupina Josefa Hýblera a Oty Tulačky, s krycím názvem Cyril, převedla přes hranice přibližně 113 Čechoslováků, mimo jiné bývalé piloty RAF, plk. Alexandra Hesse a Jaromíra Střihavku, Elišku Haškovou-Coolidge, manželku Pavla Tigrida a jejího bratra Jiřího Myšku, nebo rodinu Jaromíra Smutného, kancléře bývalého prezidenta Edvarda Beneše. Skupina „Cyril“„ byla zapojena i do přípravy ozbrojeného převratu, který byl předčasně prozrazen a jeho účastníci pozatýkáni v průběhu roku 1949.
Ve věci nevyjasněného úmrtí Jana Masaryka podala podnět k novému vyšetření některých okolností. Odkazuje na detailní a vlastnoručně psané výpovědi Jana Bydžovského, který se k vraždě Jana Masaryka počátkem 50. let spontánně doznal s tím, že jednal na základě instrukcí britské tajné služby a doložil při přiznání mnoho detailů, které potvrzovaly jeho přítomnost na místě během Masarykova úmrtí. Posléze byl odsouzen za jiné zločiny a po šesti letech amnestován. V knize pracuje s dosud neuvažovanou hypotézou. Sám Jan Bydžovský se mohl stát obětí zpravodajské hry, takzvané operace pod falešnou vlajkou. Jelikož dozorující Městské státní zastupitelství v červnu 2017 sdělilo, že se policie případem po tak dlouhé době nemá zabývat, iniciovala hromadný podnět, který byl odeslán koncem února 2018. (Podnět k výkonu dohledu nad postupem městského státního zastupitelství v Praze). Její aktivitu podporuje i Společnost Jana Masaryka, na jejíž žádost pronesla projev v Černínském paláci k 70. výročí úmrtí Jana Masaryka.
V poslední knize Falešné hranice. Akce „Kámen“. Oběti a strůjci nejutajovanějších zločinů StB 1948–1951 (2018) autorka pečlivě sbírá jednotlivé části příběhu a sestavuje neradostný obraz Československa přelomu čtyřicátých a padesátých let. Kniha je volným pokračováním její prvotiny a podrobně mapuje další místa v oblasti západních hranic Československa, kde tyto provokační akce prováděla velitelství StB Klatovy, Plzeň, České Budějovice, Mariánské Lázně, Aš, Cheb a Karlovy Vary. V Archivu bezpečnostních složek se jí podařilo objevit velké množství dokumentů, které pocházejí z fingovaných výslechů na „falešné hranici“ a podrobně představit pachatele těchto nezákonných akcí i osudy desítek jejich obětí. Samostatně zpracovala příběh zástupce ředitele Škodových závodů v Plzni Emanuela Valenty.
Podle Radka Schovánka, který komentoval již její předchozí knihu, je pro současnou dobu příznačné, že jedna z nejlepších prací o Státní bezpečnosti vznikla mimo Ústav pro studium totalitních režimů i Ústav soudobých dějin.
Její knihy se staly předlohou k divadelnímu představení Operation KAMEN, inscenovanému souborem Staatsschauspiel Dresden před německým i českým publikem a česko-německé putovní výstavy s názvem Falešné hranice. V roce 2021 se vrátila k tématu nevyjasněné smrti poválečného ministra zahraničí knihou Svědectví o smrti Jana Masaryka (Academia Praha 2021) a publikovala další objevené materiály. Výsledek své badatelské práce shrnula do knihy Secret State Police Operations in Cold War Czechoslovakia. Operation KÁMEN and the Jan Masaryk Case (LIT Verlag, Curych). Mezitím spolupracovala na německém překladu prvního dílu knižní série o falešných hranicích (LIT Verlag, 2021).
Tři z jejích knih se staly součástí vyšetřovacích spisů na Úřadu dokumentace a vyšetřování zločinů komunismu kriminální policie a vyšetřování a její práci ocenil osobním dopisem JUDr Pavel Bret z Policejního presidia České republiky. Její zjištění pomohla k obnovení trestního stíhání z roku 2011 (zahájeno 2011 na podnět Igora Lukeše) v případu vysokého důstojníka StB Evžena Abrahamoviče, který řídil akce Kámen (zemřel nepotrestán v roce 2014) a jeho komplice Emila Orovana, kterého hledal Interpol. Trestní oznámení na několik desítek pachatelů v souvislosti s nezákonnými provokacemi typu „Kámen“ podala na podzim roku 2016.

### Scénáře
Václava Jandečková je autorkou scénáře divadelní hry Falešné hranice / Fingierte Grenzen, Nach den Spuren der Aktion „Kámen“, kterou na čtyřech autentických lokalitách (Bärnau / Pavlova Huť (Obora u Tachova), Selb-Wildenau / Aš, Waldsassen / Svatý Kříž (Cheb), Stadlern / Václav (Bělá nad Radbuzou)) hraje bavorské divadlo OVIGO z Regensburgu.
Podle knihy Václavy Jandečkové Akce Kámen vznikl muzikál, uvedený na Luisenburg-Festspiele roku 2023.
Spolu s Michaelem Kabošem napsala scénář k dokumentárnímu filmu pro RTVS a ČT.

### Dokumentární filmy
- Cyklus StB: Přísně tajné; díl 2/20 - Akce Kámen, ČT 2021[38]
- Akcia Kameň, dokumentární film 27 min., režie: Michael Kaboš, RTVS, Slovensko 2022

### Komiks
Podle knihy Falešné hranice. Akce „Kámen“ vznikla ve spolupráci s kreslířem Michalem Kociánem i komiksová kniha.
- Václava Jandečková (text), Michal Kocián (ilustrace), Akce Kámen, populárně-naučný komiks, 120 s., Argo, 2022, ISBN 978-80-257-3946-4

### Ocenění
- 2015 Mezinárodní zvláštní cena Egona Ervina Kische za knihu Kauza Jan Masaryk (nový pohled)[40]
- 2022 Bavorská cena „Brückenbauer | Stavitel mostů“[41][42]

### Výstavy
- 2021 Falešné hranice - Akce Kámen, Poslanecká sněmovna Parlamentu České republiky[43]
- 2022 Falešné hranice - Akce Kámen. Oběti a strůjci nejutajovanějších zločinů StB 1948-1951, Muzeum Ašska[44]
- 2023 putovní komiksová výstava Akce Kámen, Masarykovo gymnázium Plzeň[45]

### Články v tisku
- Václava Jandečková, Jejich cesta tehdy vedla jen na falešnou hranici a zpět, Domažlický deník 8.4.2012
- Václava Jandečková, Ota Tulačka a tajné akce zaměstnanců amerického velvyslanectví v Praze 1948-1949. Protikomunistická činnost a souvislosti s akcemi StB "Kámen", "Praha-Žatec" a "Hansa". Securitas imperii 2013, č. 22, s. 36-77
- Václava Jandečková, Akce "Kámen" – Všeruby 1948. Nová odhalení v případu falešné hranice Evžena Abrahamoviče. Paměť a dějiny 2013, roč. 7, č. 2, s. 75-89
- Václava Jandečková, Operation "Kámen" – Všeruby 1948. New revelations in the case of the fake Czech border established to Germany, Journal for Intelligence, Propaganda and Security Studies 7, No. 1, 2013, pp. 49-68
- Václava Jandečková, Operativní akce StB s využitím metody „Kámen“ na hranicích u Mariánských Lázní, Securitas Imperii 25/2014, s. 238–293.
- Jan Paulas, rozhovor s V. Jandečkovou. Nové svědectví o pasti zvané Kámen, Katolický týdeník 02, 2014, s. 5
- Václava Jandečková, Akce Kámen a klatovské souvislosti, Třetí odboj na Klatovsku a Domažlicku. Sborník příspěvků ze stejnojmenné konference, Klatovy 2014, s. 80–88.
- Václava Jandečková, The Masaryk Case – New Revelations. Confession to Murder and the Secret Reinvestigation Process by the StB in 1950–1951, Journal for Intelligence, Propaganda and Security Studies 10/2016, č. 2, s. 49–68 on line
- Václava Jandečková: The Case of Emanuel Valenta, Vice Director of the Škoda Works in Pilsen. March 1951: Victim of his own ideals and of the “Kámen” Intelligence Method. Journal for Intelligence, Propaganda and Security Studies, 13/2019, č. 1, s. 37–55.
- Václava Jandečková: False Borders – Secret Police Kamen Operation in Czechoslovakia (Today’s Czech Republic) 1948-51. In: Repeating History, Association for the Research of Communist Crimes, 2/2022, s. 1–12